# Peribán de Ramos
Peribán de Ramos är en ort i Mexiko.   Den ligger i kommunen Peribán och delstaten Michoacán de Ocampo, i den södra delen av landet, 300 km väster om huvudstaden Mexico City. Peribán de Ramos ligger 1 650 meter över havet och antalet invånare är 11 877.
Terrängen runt Peribán de Ramos är lite bergig. Runt Peribán de Ramos är det ganska tätbefolkat, med 54 invånare per kvadratkilometer. Peribán de Ramos är det största samhället i trakten. I omgivningarna runt Peribán de Ramos växer i huvudsak blandskog.